# 普拉塔海峽
普拉塔海峽（英語：Plata Passage）是南極洲的海峽，位於葛拉漢地西岸的丹科海岸，屬於威爾米納灣的一部分，由比利時探險隊繪入地圖，現時由南極條約體系管理。